# Cedric Gervais
Cedric Gervais (nascido Cedric DePasquale em 7 de junho de 1979 em Marselha) é um DJ e produtor francês de música eletrônica que atualmente reside em Miami Beach, Flórida.

## Singles

### Como artista principal
| "Molly"                                                                                       | 2012 | —  | — | —  | — | —  | —  | 26 | — |                                                      | Non-album singles |
| "Summertime Sadness" (vs. Lana Del Rey)                                                       | 2013 | —  | — | —  | — | —  | —  | 4  | 6 | - ARIA: 4× platina - BPI: platina - RIAA: 2× platina | Non-album singles |
| "Would I Lie to You" (with David Guetta and Chris Willis)                                     | 2016 | 20 | 2 | 23 | 2 | 80 | 24 | —  | — | - SNEP: ouro - BVMI: platina                         | Non-album singles |
| "—" indica que a gravação não foi incluída nas paradas ou não foi distribuída naquela região. |      |    |   |    |   |    |    |    |   |                                                      |                   |